# Irma von Maubeuge
Irma van Rappard-von Maubeuge (Ziegenhals, 4 april 1882 – Gorinchem, 26 mei 1962) was een Duits-Nederlandse beeldhouwer.

## Leven en werk
Von Maubeuge werd geboren in Ziegenhals in Silezië, destijds onderdeel van het Duitse Keizerrijk, tegenwoordig bekend als de Poolse stad Głuchołazy. Ze was een dochter van Richard von Maubeuge, Herr auf Deutschwette und Camerau en Maria von Racek. Ze trouwde in 1901 met mr. Anthon Gerrit Æmile ridder van Rappard (1871-1946), lid van de Tweede en Eerste Kamer. Zij kregen meerdere kinderen, onder wie de latere burgemeesters Louis Rudolph Jules van Rappard en Anthon Gerrit Æmile van Rappard.
Von Maubeuge was een leerling van de beeldhouwers Toon Dupuis en August Falise. Zij was aangesloten bij De Onafhankelijken en de Kunstenaarsvereniging Sint Lucas. Haar werken werden uitgevoerd in klei en gips, veelal portretten, volkstypen en vrouwelijk naakt. Haar bekendste werk is het bronzen monument in het Wilhelminapark (1951) in Gorinchem, een oorlogsmonument dat werd gegoten bij Binder.